# Draft 2007 de la NBA
2006 2008
La draft 2007 de la NBA est la 61e draft annuelle de la National Basketball Association (NBA), se déroulant en amont de la saison 2007-2008. Elle s'est tenue le 28 juin 2007 au Madison Square Garden de New York. Un total de 60 joueurs ont été sélectionnés en 2 tours.
Lors de cette draft, les équipes de la National Basketball Association (NBA) pouvaient sélectionner des joueurs issus de NCAA et d'autres joueurs de ligues étrangères.
La loterie pour désigner la franchise qui choisit en première un joueur, consiste en une loterie pondérée : parmi les équipes non qualifiées en playoffs, les chances de remporter le premier choix sont de 25% pour la plus mauvaise équipe, et de 0,5% pour la « moins mauvaise », où chaque équipe se voit confier aléatoirement 250 à 5 combinaisons différentes.
Le premier choix de la draft Greg Oden, sélectionné par les Trail Blazers de Portland, manque l'intégralité de la saison 2007-2008 pour cause de blessure au genou. Avec Oden et Kevin Durant, pour la première fois, ce sont deux freshmen à avoir été sélectionnés aux deux premières places d'une draft de la NBA. Durant va d'ailleurs remporter le titre de NBA Rookie of the Year à l'issue de la saison.
Les Gators de la Floride, champions NCAA en 2006 et 2007, ont réussi l'exploit d'avoir cinq joueurs sélectionnés dans la même draft, dont trois au premier tour dans les dix premiers : Al Horford en 3e position par les Hawks d'Atlanta, Corey Brewer en 7e position par les Timberwolves du Minnesota, Joakim Noah en 9e position par les Bulls de Chicago, Chris Richard en 41e choix par Minnesota et Taurean Green en 52e position par Portland.
Les Gators égalent alors le record des Huskies du Connecticut de cinq joueurs sélectionnés lors d'une draft organisée en deux tours en 2006. Florida rejoint neuf écoles, dont Connecticut, qui ont placé cinq joueurs lors d'une même draft de la NBA,. Seul UNLV avait fait mieux en 1977 avec six joueurs sélectionnés, mais la draft comportait alors huit tours.
Joakim Noah est à ce moment le français drafté le plus haut, dépassant Tariq Abdul-Wahad, 11e choix de la draft 1997 par les Kings de Sacramento, Jérôme Moïso, 11e choix de la draft 2000 par les Celtics de Boston et Mickaël Piétrus, lui aussi drafté en onzième position par les Warriors de Golden State en 2003. Depuis, Frank Ntilikina a été drafté à la 8e position de la draft 2017, Killian Hayes a été sélectionné à la 7e position de la draft 2020 et le 22 juin 2023, Victor Wembanyama est sélectionné en choix numéro un par les Spurs de San Antonio lors de la draft 2023 de la NBA. Il devient, par la même occasion, le premier Français de l'histoire de la NBA à être choisi en première position.

## Règles d'éligibilité
À partir de la draft 2006 de la NBA, les joueurs lycéens ne sont plus éligibles pour la draft. L'accord collectif entre le syndicat des joueurs et la ligue a augmenté l'âge minimum de 18 à 19 ans.
- Tous les joueurs draftés, quelle que soit leur nationalité, doivent être nés avant le 31 décembre 1988 inclus (i.e. qu'ils doivent avoir 19 ans durant l'année civile de la draft).
- Les joueurs ayant été diplômés dans un lycée américain doivent avoir obtenu leur diplôme depuis au moins un an[10].

## Loterie
Les équipes participent à la loterie si elles ne se sont pas qualifiées pour les playoffs ou si elles ont acquis un choix lors d'un échange avec une équipe non qualifiée pour les playoffs. La NBA a effectué un tirage au sort le 20 avril afin de déterminer l'ordre de la sélection,. La loterie s'est tenue le 22 mai 2007 à Secaucus dans le New Jersey.
Quatorze balles de ping-pong numérotées de 1 à 14, furent placées dans une urne afin de créer 1001 combinaisons de quatre balles. Chaque équipe s'est vu attribuer un ensemble de combinaisons de quatre balles en fonction de leur record de victoires-défaites de la saison régulière 2006-07. Trois combinaisons ont été tirées au sort afin de déterminer les trois premiers choix. Les choix suivants ont été répartis entre les équipes restantes en fonction de leur record de la saison régulière.
Bien qu'ayant la probabilité la plus élevée d'obtenir un des trois premiers choix de la draft, les Grizzlies de Memphis (64,3 % de chances d'obtenir un des trois premiers choix), les Celtics de Boston (55,8 %) et les Bucks de Milwaukee (46,8 %) n'ont pas obtenu un des trois premiers choix lors de la loterie. Cette situation a une probabilité de 8,4 %. Memphis, Boston et Milwaukee se sont vu attribués les quatrième, cinquième et sixième choix de la draft, les trois choix les plus bas qu'ils étaient susceptibles de recevoir.
Le tableau ci-dessous présente la probabilité pour chaque équipe de recevoir les différents choix.
| ^ | Signale le résultat de la loterie |

| Équipe                                    | Chances | Choix | Choix | Choix | Choix | Choix | Choix | Choix | Choix | Choix | Choix | Choix | Choix | Choix | Choix |
| Équipe                                    | Chances | 1er   | 2e    | 3e    | 4e    | 5e    | 6e    | 7e    | 8e    | 9e    | 10e   | 11e   | 12e   | 13e   | 14e   |
| ----------------------------------------- | ------- | ----- | ----- | ----- | ----- | ----- | ----- | ----- | ----- | ----- | ----- | ----- | ----- | ----- | ----- |
| Grizzlies de Memphis                      | 250     | 25,0% | 21,5% | 17,8% | 35,7% |       |       |       |       |       |       |       |       |       |       |
| Celtics de Boston                         | 199     | 19,9% | 18,8% | 17,1% | 31,9% | 12,3% |       |       |       |       |       |       |       |       |       |
| Bucks de Milwaukee                        | 156     | 15,6% | 15,7% | 15,6% | 22,6% | 26,5% | 4,1%  |       |       |       |       |       |       |       |       |
| Suns de Phoenix (des Hawks d'Atlanta)     | 119     | 11,9% | 12,6% | 13,3% | 9,9%  | 35,0% | 16,1% | 1,3%  |       |       |       |       |       |       |       |
| SuperSonics de Seattle                    | 88      | 8,8%  | 9,7%  | 10,7% |       | 26,1% | 35,9% | 8,4%  | 0,4%  |       |       |       |       |       |       |
| Trail Blazers de Portland                 | 53      | 5,3%  | 6,0%  | 7,0%  |       |       | 43,9% | 33,1% | 4,6%  | 0,1%  |       |       |       |       |       |
| Timberwolves du Minnesota                 | 53      | 5,3%  | 6,0%  | 7,0%  |       |       |       | 57,2% | 22,6% | 1,8%  |       |       |       |       |       |
| Bobcats de Charlotte                      | 19      | 1,9%  | 2,2%  | 2,7%  |       |       |       |       | 72,5% | 19,6% | 1,1%  |       |       |       |       |
| Bulls de Chicago (des Knicks de New York) | 19      | 1,9%  | 2,2%  | 2,7%  |       |       |       |       |       | 78,4% | 14,3% | 0,5%  |       |       |       |
| Kings de Sacramento                       | 18      | 1,8%  | 2,1%  | 2,5%  |       |       |       |       |       |       | 84,6% | 8,7%  | 0,2%  |       |       |
| Hawks d'Atlanta (des Pacers de l'Indiana) | 8       | 0,8%  | 0,9%  | 1,2%  |       |       |       |       |       |       |       | 90,7% | 6,3%  | 0,1%  |       |
| 76ers de Philadelphie                     | 7       | 0,7%  | 0,8%  | 1,0%  |       |       |       |       |       |       |       |       | 93,5% | 3,9%  | 0,1%  |
| Hornets de la Nouvelle-Orléans            | 6       | 0,6%  | 0,7%  | 0,9%  |       |       |       |       |       |       |       |       |       | 96,0% | 1,8%  |
| Clippers de Los Angeles                   | 5       | 0,5%  | 0,6%  | 0,7%  |       |       |       |       |       |       |       |       |       |       | 98,2% |

## Joueursunderclassmens'étant déclarés sélectionnables pour la draft
Les joueurs universitaires deviennent automatiquement sélectionnables lors de la  draft à la fin de leur éligibilité universitaire. Les underclassmen ont jusqu'à 60 jours avant la draft (en 2007, la date limite est le 29 avril) pour se déclarer sélectionnables lors de la draft. Ils ont jusqu'à 10 jours avant la draft (en 2007, le 18 juin) pour se retirer et garder leur éligibilité universitaire. Cependant, un joueur perd son éligibilité universitaire si :
- il signe avec un agent,
- il s'est déjà déclaré sélectionnable pour une draft précédente et s'est retiré afin de retourner dans son université. Bien que l'accord collectif de la NBA autorise un joueur à se retirer deux fois[10], la NCAA n'autorise un joueur à se retirer qu'une seule fois s'il veut garder son éligibilité universitaire.

Les joueurs universitaires s'étant déclarés pour la draft sont, :

### Joueurs ayant signé avec un agent
- Corey Brewer, junior, Florida[22]
- Javaris Crittenton, freshman, Georgia Tech[23],[24]
- Glen Davis, junior, LSU[25]
- Kevin Durant, freshman, Texas[26]
- Jeff Green, junior, Georgetown[27]
- Taurean Green, junior, Florida[22]
- Al Horford, junior, République dominicaine et Florida[22]
- Josh McRoberts, sophomore, Duke[28]
- Joakim Noah, junior, Florida[22]
- Greg Oden, freshman, Ohio State[29]
- Gabe Pruitt, junior, USC[30]
- Rodney Stuckey, sophomore, Eastern Washington[31],[32]
- Marcus Williams, sophomore, Arizona[18],[33]
- Sean Williams, junior, Boston College[34]
- Brandan Wright, freshman, Caroline du Nord[35]
- Julian Wright, sophomore, Kansas[36]
- Nick Young, junior, USC[37]

### Joueur s'étant déjà déclaré éligible pour une draft puis s'étant retiré
- Arron Afflalo, junior, UCLA[38]

### Joueurs n'ayant pas signé avec un agent
- Dwight Brewington, junior, Liberty[39]
- Roy Bright, junior, Delaware State[40]
- Aaron Bruce, junior, Australie et Baylor[41]
- Jaycee Carroll, junior, Utah State[42]
- Wilson Chandler, sophomore, DePaul[43]
- Dan Coleman, junior, Minnesota[44]
- Mike Conley Jr., freshman, Ohio State[29]
- Daequan Cook, freshman, Ohio State[29]
- JamesOn Curry, junior, Oklahoma State[45]
- Spencer Hawes, freshman, Washington[19]
- DeVon Hardin, junior, Cal[46]
- Dominic James, sophomore, Marquette[47]
- Marcel Jones, junior, Oregon State[48]
- Marcelus Kemp, junior, Nevada[49]
- James Mays, junior, Clemson[50]
- Dominic McGuire, junior, Fresno State[51]
- Shaun Pruitt, junior, Illinois[52]
- Charles Rhodes, junior, Mississippi State[53]
- Maurice Rice, junior, George Washington[53]
- Ramon Sessions, junior, Nevada[49]
- Sean Singletary, junior, Virginia[54]
- Jason Smith, junior, Colorado State[55]
- Spencer Tollackson, junior, Minnesota[44]
- Reggie Williams, junior, VMI[56]
- Thaddeus Young, freshman, Georgia Tech[57]

### Joueurs n’ayant pas signé avec un agent et s'étant retirés de la draft
- Chris Daniels, junior, Texas A&M Corpus Christi[58],[59]
- Roy Hibbert, junior, Georgetown[27]
- Joseph Jones, junior, Texas A&M[60],[61]
- Bo McCalebb, junior, New Orleans[62],[63]
- Brandon Rush, sophomore, Kansas[64]

## Joueurs étrangers s'étant déclarés sélectionnables pour la draft
Les joueurs étrangers deviennent automatiquement sélectionnables lors de la draft l'année civile durant laquelle ils ont 22 ans; les joueurs plus jeunes doivent se déclarer éligibles pour la draft avec les mêmes dates limites que les joueurs américains.
La NBA a indiqué la liste des joueurs étrangers s'étant déclarés sélectionnables (ceux n'ayant 22 ans en 2007) avec la liste officielle des joueurs non-automatiquement éligibles (i.e. avec les underclassmen) le 4 mai. Les joueurs suivants nés entre le 1er janvier 1986 et le 31 décembre 1988 répondent à toutes les conditions suivantes:
- Ils ont vécu hors des États-Unis pendant au moins trois ans et ont joué au basket-ball dans une structure organisée hors des États-Unis, que ce soit en tant qu'amateurs ou professionnels,
- Ils n'ont jamais été inscrits dans un établissement d'enseignement supérieur américain (university ou college),
- Ils n'ont pas effectué leur lycée aux États-Unis d'Amérique.

| Joueur                | Nationalité        | Club                      | Championnat                   |
| --------------------- | ------------------ | ------------------------- | ----------------------------- |
| Ralfi Silva Ansaloni  | Brésil             | Praia Club                | Brésil - ?                    |
| Stanko Barać          | Bosnie-Herzégovine | Široki ERONET             | Bosnie-Herzégovine - D1       |
| Rodrigue Beaubois     | France             | Cholet                    | France - Pro A                |
| Marco Belinelli       | Italie             | Climamio Bologna          | Italie - LegA                 |
| Hakan Demirel         | Turquie            | Fenerbahçe Ülker          | Turquie - TBL                 |
| Romain Duport         | France             | Le Havre                  | France - Pro A                |
| Kyrylo Fesenko        | Ukraine            | Tcherkassy Mavpy          | Ukraine - Superligue          |
| Vladimir Golubović    | Serbie             | Vojvodina                 | Serbie - NSL                  |
| Rafael Hettsheimeir   | Brésil             | Akasvayu Vic              | Espagne - LEB-2               |
| Dejan Ivanov          | Bulgarie           | Drac Inca                 | Espagne - LEB                 |
| Kaloyan Ivanov        | Bulgarie           | ViveMenorca               | Espagne - Liga ACB            |
| Maxym Ivshyn          | Ukraine            | Azovmach Marioupol        | Ukraine - Superligue          |
| Petteri Koponen       | Finlande           | Honka                     | Finlande - Korrisliga         |
| Ivan Maraš            | Monténégro         | Budućnost Podgorica       | Monténégro - Opportunity Liga |
| Manuchar Markoishvili | Géorgie            | Union Olimpija            | Slovénie - UPC Telemach       |
| Douglas Angelo Nunes  | Brésil             | Unit Uberlândia           | Brésil - ?                    |
| Caner Öner            | Turquie            | Alpella                   | Turquie - TBL                 |
| Miroslav Raduljica    | Serbie             | FMP                       | Serbie - NSL                  |
| Nikita Chabalkine     | Russie             | Samara                    | Russie                        |
| Vladimir Štimac       | Serbie             | Valmiera                  | Lettonie - LKL                |
| Gabriel Szalay        | Slovaquie          | Norrköping                | Suède - Basketligan           |
| Caio Torres           | Brésil             | Estudiantes               | Espagne - Liga ACB            |
| Yi Jianlian           | Chine              | Guangdong Southern Tigers | Chine - CBA                   |
| Artem Zabelin         | Russie             | Avtodor                   | Russie - D3                   |

## Draft
L'ordre des quatorze premiers choix de la draft qui appartiennent aux équipes ne s'étant pas qualifiées pour les playoffs 2007 a été déterminé par la loterie qui s'est tenue le 22 mai 2007. Les autres choix du premier tour et ceux du second tour ont été répartis dans l'ordre croissant du nombre de victoires obtenues durant la saison NBA 2006-2007.

### Premier tour
| ^ | Signale un joueur qui a été intronisé au Basketball Hall of Fame                                                                |
| * | Signale un joueur qui a été sélectionné pour au moins un match annuel NBA All-Star Game et une récompense annuelle All-NBA Team |
| + | Signale un joueur qui a été sélectionné pour au moins un match annuel NBA All-Star Game                                         |
| x | Signale un joueur qui a été sélectionné pour au moins une récompense annuelle All-NBA Team                                      |
| R | Signale le joueur qui a remporté le titre de NBA Rookie of the Year                                                             |
| m | Signale un joueur qui a remporté le titre de MVP au cours de sa carrière                                                        |

| Choix | Nom                | Position          | Nationalité            | Équipe | Provenance                       |
| ----- | ------------------ | ----------------- | ---------------------- | --- | -------------------------------- |
| 1     | Greg Oden          | Pivot             | États-Unis             | Trail Blazers de Portland | Buckeyes d'Ohio State            |
| 2     | Kevin Durant* R m  | Ailier            | États-Unis             | SuperSonics de Seattle | Longhorns du Texas               |
| 3     | Al Horford*        | Ailier fort Pivot | République dominicaine | Hawks d'Atlanta | Gators de la Floride             |
| 4     | Mike Conley Jr.+   | Meneur            | États-Unis             | Grizzlies de Memphis | Buckeyes d'Ohio State            |
| 5     | Jeff Green         | Ailier            | États-Unis             | Celtics de Boston (échangé à Seattle) | Hoyas de Georgetown              |
| 6     | Yi Jianlian        | Ailier fort       | Chine                  | Bucks de Milwaukee | Guangdong Southern Tigers        |
| 7     | Corey Brewer       | Ailier            | États-Unis             | Timberwolves du Minnesota | Gators de la Floride             |
| 8     | Brandan Wright     | Ailier fort       | États-Unis             | Bobcats de Charlotte (échangé à Golden State) | Tar Heels de la Caroline du Nord |
| 9     | Joakim Noah*       | Pivot             | France                 | Bulls de Chicago (de New York, obtenu lors du transfert d'Eddy Curry) | Gators de la Floride             |
| 10    | Spencer Hawes      | Pivot             | États-Unis             | Kings de Sacramento | Huskies de Washington            |
| 11    | Acie Law           | Meneur            | États-Unis             | Hawks d'Atlanta (d'Indiana, obtenu lors du transfert d'Al Harrington) | Texas A&M Aggie                  |
| 12    | Thaddeus Young     | Ailier fort       | États-Unis             | 76ers de Philadelphie | Yellow Jackets de Georgia Tech   |
| 13    | Julian Wright      | Ailier            | États-Unis             | Hornets de la Nouvelle-Orléans | Jayhawks du Kansas               |
| 14    | Al Thornton        | Ailier            | États-Unis             | Clippers de Los Angeles | Seminoles de Florida State       |
| 15    | Rodney Stuckey     | Arrière           | États-Unis             | Pistons de Détroit (d'Orlando, obtenu lors du transfert de Darko Miličić) | Eagles d'Eastern Washington      |
| 16    | Nick Young         | Arrière           | États-Unis             | Wizards de Washington | Trojans d'USC                    |
| 17    | Sean Williams      | Ailier fort       | États-Unis             | Nets du New Jersey | Eagles de Boston College         |
| 18    | Marco Belinelli    | Arrière           | Italie                 | Warriors de Golden State | Fortitudo Bologne                |
| 19    | Javaris Crittenton | Meneur            | États-Unis             | Lakers de Los Angeles | Yellow Jackets de Georgia Tech   |
| 20    | Jason Smith        | Ailier fort       | États-Unis             | Heat de Miami (échangé à Philadelphie) | Rams de Colorado State           |
| 21    | Daequan Cook       | Arrière           | États-Unis             | 76ers de Philadelphie (de Denver, obtenu lors du transfert d'Allen Iverson) (échangé à Miami) | Buckeyes d'Ohio State            |
| 22    | Jared Dudley       | Ailier            | États-Unis             | Bobcats de Charlotte (de Toronto, obtenu lors du transfert de Lamond Murray; par l'intermédiaire de Cleveland lors du transfert d'Aleksandar Pavlović)                                                                       | Eagles de Boston College         |
| 23    | Wilson Chandler    | Ailier            | États-Unis             | Knicks de New York (de Chicago, obtenu lors du transfert d'Eddy Curry) | Blue Demons de DePaul            |
| 24    | Rudy Fernández     | Arrière           | Espagne                | Suns de Phoenix (de Cleveland, obtenu lors du transfert de Jiří Welsch; par l'intermédiaire de Boston lors du transfert de Brian Grant) (échangé à Portland)                                                                 | Joventut Badalone                |
| 25    | Morris Almond      | Arrière           | États-Unis             | Jazz de l'Utah | Owls de Rice                     |
| 26    | Aaron Brooks       | Meneur            | États-Unis             | Rockets de Houston | Ducks de l'Oregon                |
| 27    | Arron Afflalo      | Arrière           | États-Unis             | Pistons de Détroit | Bruins d'UCLA                    |
| 28    | Tiago Splitter     | Pivot             | Brésil                 | Spurs de San Antonio | Tau Vitoria                      |
| 29    | Alando Tucker      | Ailier            | États-Unis             | Suns de Phoenix | Badgers du Wisconsin             |
| 30    | Petteri Koponen    | Arrière           | Finlande               | 76ers de Philadelphie (de Dallas, obtenu lors du transfert de Erick Dampier, par l'intermédiaire de Denver lors du transfert d'Allen Iverson, par l'intermédiaire de Golden State lors du transfert de Nikoloz Tskitishvili) | Honka Espoo Playboys             |

### Deuxième tour
| Choix | Nom               | Position    | Nationalité | Équipe                                                           | Provenance                                            |
| ----- | ----------------- | ----------- | ----------- | ---------------------------------------------------------------- | ----------------------------------------------------- |
| 31    | Carl Landry       | Ailier fort | États-Unis  | SuperSonics de Seattle (de Memphis)                              | Boilermakers de Purdue                                |
| 32    | Gabe Pruitt       | Meneur      | États-Unis  | Celtics de Boston                                                | Trojans d'USC                                         |
| 33    | Marcus Williams   | Ailier      | États-Unis  | Spurs de San Antonio (de Milwaukee)                              | Wildcats de l'Arizona                                 |
| 34    | Nick Fazekas      | Ailier fort | États-Unis  | Mavericks de Dallas (d'Atlanta)                                  | Wolf Pack du Nevada                                   |
| 35    | Glen Davis        | Ailier fort | États-Unis  | SuperSonics de Seattle (transféré à Boston)                      | Tigers de LSU                                         |
| 36    | Jermareo Davidson | Ailier fort | États-Unis  | Warriors de Golden State (de Minnesota, transféré à Charlotte)   | Crimson Tide de l'Alabama                             |
| 37    | Josh McRoberts    | Ailier fort | États-Unis  | Trail Blazers de Portland                                        | Blue Devils de Duke                                   |
| 38    | Kyrylo Fesenko    | Pivot       | Ukraine     | 76ers de Philadelphie (de New York via Chicago)                  | BK Tcherkassy (Ukraine)                               |
| 39    | Stanko Barać      | Pivot       | Croatie     | Heat de Miami (échangé à Indiana)                                | Široki Brijeg (Bosnie-Herzégovine et Adriatic League) |
| 40    | Sun Yue           | Ailier      | Chine       | Lakers de Los Angeles (de Charlotte)                             | Beijing Aoshen Olympian (ABA)                         |
| 41    | Chris Richard     | Ailier fort | États-Unis  | Timberwolves du Minnesota (de Philadelphia)                      | Gators de la Floride                                  |
| 42    | Derrick Byars     | Arrière     | États-Unis  | Trail Blazers de Portland (transféré à Philadelphie)             | Commodores de Vanderbilt                              |
| 43    | Adam Haluska      | Arrière     | États-Unis  | Hornets de la Nouvelle-Orléans                                   | Hawkeyes de l'Iowa                                    |
| 44    | Reyshawn Terry    | Ailier      | États-Unis  | Magic d'Orlando                                                  | Tar Heels de la Caroline du Nord                      |
| 45    | Jared Jordan      | Meneur      | États-Unis  | Clippers de Los Angeles                                          | Marist                                                |
| 46    | Stéphane Lasme    | Ailier fort | Gabon       | Warriors de Golden State (de New Jersey)                         | Massachusetts                                         |
| 47    | Dominic McGuire   | Ailier      | États-Unis  | Wizards de Washington                                            | Bulldogs de Fresno State                              |
| 48    | Marc Gasol*       | Pivot       | Espagne     | Lakers de Los Angeles                                            | Akasvayu Girona (Espagne)                             |
| 49    | Aaron Gray        | Pivot       | États-Unis  | Bulls de Chicago (de Golden State via Denver, Boston et Phoenix) | Panthers de Pittsburgh                                |
| 50    | Renaldas Seibutis | Arrière     | Lituanie    | Mavericks de Dallas (de Miami via LA Lakers)                     | Maroussi (Grèce)                                      |
| 51    | JamesOn Curry     | Meneur      | États-Unis  | Bulls de Chicago (de Denver)                                     | Cowboys d'Oklahoma State                              |
| 52    | Taurean Green     | Meneur      | États-Unis  | Trail Blazers de Portland (de Toronto)                           | Gators de la Floride                                  |
| 53    | Demetris Nichols  | Ailier      | États-Unis  | Trail Blazers de Portland (de Chicago)                           | Orange de Syracuse                                    |
| 54    | Brad Newley       | Ailier      | Australie   | Rockets de Houston (de Cleveland via Orlando)                    | Adelaide 36ers (Australie)                            |
| 55    | Herbert Hill      | Ailier fort | États-Unis  | Jazz de l'Utah                                                   | Friars de Providence                                  |
| 56    | Ramon Sessions    | Meneur      | États-Unis  | Bucks de Milwaukee (de Houston)                                  | Wolf Pack du Nevada                                   |
| 57    | Samuel Mejia      | Arrière     | États-Unis  | Pistons de Détroit                                               | Blue Demons de DePaul                                 |
| 58    | Yórgos Príntezis  | Ailier fort | Grèce       | Spurs de San Antonio                                             | Olympia Larissa (Grèce)                               |
| 59    | D.J. Strawberry   | Meneur      | États-Unis  | Suns de Phoenix                                                  | Terrapins du Maryland                                 |
| 60    | Milovan Raković   | Pivot       | Serbie      | Mavericks de Dallas                                              | Mega Ishrana                                          |

## Joueurs notables non draftés
| Nom              | Position    | Nationalité        | Provenance                       |
| ---------------- | ----------- | ------------------ | -------------------------------- |
| Blake Ahearn     | Meneur      | États-Unis         | Missouri State                   |
| Joel Anthony     | Pivot       | Canada             | UNLV                             |
| Gustavo Ayón     | Pivot       | Mexique            | Baloncesto Fuenlabrada (Espagne) |
| Bobby Brown      | Meneur      | États-Unis         | Cal State Fullerton              |
| Eric Dawson      | Ailier fort | États-Unis         | Midwestern State                 |
| Zabian Dowdell   | Meneur      | États-Unis         | Virginia Tech                    |
| Andre Ingram     | Arrière     | États-Unis         | American                         |
| Ivan Johnson     | Ailier fort | États-Unis         | Cal State San Bernardino         |
| Trey Johnson     | Arrière     | États-Unis         | Jackson State                    |
| Coby Karl        | Arrière     | États-Unis         | Boise State                      |
| Cartier Martin   | Ailier      | États-Unis         | Kansas State                     |
| Gary Neal        | Arrière     | États-Unis         | Towson                           |
| Mustafa Shakur   | Meneur      | États-Unis         | Arizona                          |
| Courtney Sims    | Pivot       | États-Unis         | Michigan                         |
| Mirza Teletović  | Ailier fort | Bosnie-Herzégovine | Saski Baskonia (Espagne)         |
| Anthony Tolliver | Ailier fort | États-Unis         | Creighton                        |
| Darryl Watkins   | Pivot       | États-Unis         | Syracuse                         |
| Mario West       | Arrière     | États-Unis         | Georgia Tech                     |

### Source
- (en) Cet article est partiellement ou en totalité issu de l’article de Wikipédia en anglais intitulé « 2007 NBA Draft » (voir la liste des auteurs).